# 북미 신학교협회
북미 신학교협회(Association of Theological Schools in the United States and Canada, ATS)란 북아메리카에 있는 신학교와 신학대학교로 구성된 조직이다. ATS 본사는 펜실베이니아주  피츠버그에 있고 약 270 개 이상의 회원기관이 있다. 1918년에 설립되었다. ATS 의 임무는 믿음의 공동체를 위하여 신학교들의 발전을 위하는 것이다.
ATS 위원회에서는 신학교를 인증을 제공한다. 고등교육기관과 미국 교육부로부터 인정을 받는 것이다.

## 같이 보기
- 미 ATA 소속 신학교 목록